# Witgevlekte knopgalwesp
De witgevlekte knopgalwesp (Andricus paradoxus) is een vliesvleugelig insect uit de familie van de echte galwespen (Cynipidae). De wetenschappelijke naam van de soort is voor het eerst geldig gepubliceerd in 1866 door Radoszkowski.